# Аполлон 10 1/2: Дитинство космічної ери
«Аполлон 10 1/2: Дитинство космічної ери» (англ. Apollo 10 1/2: A Space Age Adventure) — американський анімаційний фільм режисера Річарда Лінклейтера, знятий за власним сценарієм, написаним на основі спогадів про своє дитинство.

## У ролях
| Актор       | Роль          |
| ----------- | ------------- |
| Джек Блек   | Дорослий Стен |
| Міло Кой    | Стен          |
| Закарі Леві | Кранц         |

## Сюжет
Фантастична розповідь про подорож на місяць переплітається з ностальгічними історіями чоловіка про своє минуле: життя 10-річного хлопчика в 1969 році в Г’юстоні. .